# Alexandru Madgearu
Alexandru Madgearu (Romania, 1964) è uno storico rumeno specializzato nella storia medievale dei Balcani.
Dal 1997, Alexandru Madgearu lavora presso l'Istituto per gli studi di politica di difesa e storia militare di Bucarest.

### In rumeno
- 2001 - Alexandru Madgearu - Rolul creștinismului în formarea poporului român, editura ALL

- Alexandru Madgearu - Originea medievală a focarelor de conflict din Peninsula Balcanică, Editura Corint, ISBN 9736531910 (973-653-191-0)

- Alexandru Madgearu - Românii în opera Notarului Anonim, Centrul de Studii Transilvane, Fundația Culturală Română, ISBN 9735772493 (973-577-249-3)

- 2007 - Alexandru Madgearu - Organizarea militară bizantină la Dunăre în secolele X-XII, editura Cetatea de Scaun

### In inglese
- 2006 - Alexandru Madgearu, The Romanians in the Anonymous Gesta Hungarorum: Truth and Fiction, Center for Transylvanian Studies, Romanian Cultural Institute, ISBN 9737784014 (973-7784-01-4)

- 2008 - Alexandru Madgearu, Martin Gordon, The Wars of the Balkan Peninsula: Their Medieval Origins, ISBN 0810858460 / 9780810858466 / 0-8108-5846-0

- 2016 - Alexandru Madgearu, The Asanids: The Political and Military History of the Second Bulgarian Empire, 1185-1280, ISBN 978-9-004-32501-2.

### Studi e pubblicazioni principali

#### In rumeno
- 1998 - Alexandru Madgearu, Geneza și evoluția voievodatului bănățean din secolul al X-lea, Studii și Materiale de Istorie Medie, 16, 1998
- 1993 - Alexandru Madgearu, Alexandru, Contribuții privind datarea conflictului dintre ducele bănățean Ahtum și regele Ștefan I al Ungariei, Banatica, Reșița, decembrie 1993

### In inglese
2003 – Alexandru Madgearu, The Periphery Agaist the Centre: The Case of Paradunavon
| Controllo di autorità | VIAF (EN) 50370060 · ISNI (EN) 0000 0001 0899 9507 · LCCN (EN) n2002036090 · GND (DE) 131809555 · BNF (FR) cb15095391w (data) · J9U (EN, HE) 987007298370605171 · CONOR.SI (SL) 90514019 |